# Kids' Choice Awards 2018
La 30ª edizione dei Nickelodeon Kids' Choice Awards si è svolta il 24 marzo 2018 presso il The Forum a Inglewood; tale location viene scelta per la terza volta dopo le edizioni negli anni 2015 e 2016. Per la seconda volta consecutiva la conduzione viene affidata all'attore e wrestler John Cena; il pre-show viene condotto dall'attrice Daniella Monet.
In questa edizione vengono mostrate alcune scene dei film "Smallfoot: il mio amico delle nevi", "Avengers: Infinity War" e della serie televisiva "Il destino delle Tartarughe Ninja", nonché alcuni spezzoni di un episodio delle serie "Henry Danger" e "Knight Squad".
Sul palco della premiazione si esibiscono la cantante Jojo Siwa con i brani "Boomerang", "Hold The Drama", "Kid In A Candy Store" e il gruppo N.E.R.D con il brano "Lemon".
L'edizione ha concesso anche degli spazi alla manifestazione studentesca March for Our Lives, coinvolgendo celebrità candidate, quali Millie Bobby Brown, Camila Cabello, Liza Koshy e Zendaya.

## Candidature USA
I vincitori sono indicati in grassetto.

### Televisione

#### Serie TV preferita
- Stranger Things
- The Big Bang Theory
- The Flash
- Le amiche di mamma
- Henry Danger
- K.C. Agente Segreto
- Power Rangers Ninja Steel
- I Thunderman
- I Simpson

#### Attore televisivo preferito
- Jace Norman – Henry Danger
- Jack Griffo – I Thunderman
- Grant Gustin – The Flash
- Andrew Lincoln – The Walking Dead
- Jim Parsons – The Big Bang Theory
- William Shewfelt – Power Rangers Ninja Steel

#### Attrice televisiva preferita
- Millie Bobby Brown – Stranger Things
- Candace Cameron Bure – Le amiche di mamma
- Kaley Cuoco – The Big Bang Theory
- Lizzy Greene – Nicky, Ricky, Dicky & Dawn
- Kira Kosarin – I Thunderman
- Zendaya – K.C. Agente Segreto

#### Serie animata preferita
- SpongeBob
- ALVINNN!!! e i Chipmunks
- A casa dei Loud
- Teen Titans Go!
- Teenage Mutant Ninja Turtles

### Cinema

#### Film preferito
- Jumanji - Benvenuti nella giungla (Jumanji: Welcome to the Jungle), regia di Jake Kasdan
- La bella e la bestia (Beauty and the Beast), regia di Bill Condon
- The Greatest Showman, regia di Michael Gracey
- Guardiani della Galassia Vol. 2 (Guardians of the Galaxy Vol. 2), regia di James Gunn
- Pitch Perfect 3, regia di Trish Sie
- Spider-Man: Homecoming, regia di Jon Watts
- Star Wars: Gli ultimi Jedi (Star Wars: The Last Jedi), regia di Rian Johnson
- Wonder Woman, regia di Patty Jenkins

#### Attore cinematografico preferito
- Dwayne Johnson – Jumanji - Benvenuti nella giungla
- Ben Affleck – Justice League
- Will Ferrell – Daddy's Home 2
- Kevin Hart – Jumanji - Benvenuti nella giungla
- Chris Hemsworth – Thor: Ragnarok
- Chris Pratt – Guardiani della Galassia Vol. 2

#### Attrice cinematografica preferita
- Zendaya – Spider-Man: Homecoming e The Greatest Showman
- Gal Gadot – Wonder Woman e Justice League
- Anna Kendrick – Pitch Perfect 3
- Daisy Ridley – Star Wars: Gli ultimi jedi
- Zoe Saldana – Guardiani della Galassia Vol. 2
- Emma Watson – La Bella e la Bestia

#### Film d'animazione preferito
- Coco, regia di Lee Unkrich e Adrian Molina
- Capitan Mutanda - Il film (Captain Underpants: The First Epic Movie), regia di David Soren
- Cars 3, regia di Brian Fee
- Cattivissimo me 3 (Despicable Me 3), regia di Pierre Coffin, Kyle Balda ed Eric Guillon
- Emoji - Accendi le emozioni (The Emoji Movie), regia di Tony Leondis
- Ferdinand, regia di Carlos Saldanha
- LEGO Batman - Il film (The Lego Batman Movie), regia di Chris McKay
- I Puffi - Viaggio nella foresta segreta (Smurfs: The Lost Village), regia di Kelly Asbury

### Musica

#### Gruppo musicale preferito
- Fifth Harmony
- The Chainsmokers
- Coldplay
- Imagine Dragons
- Maroon 5
- Twenty One Pilots

#### Cantante maschile preferito
- Shawn Mendes
- Luis Fonsi
- DJ Khaled
- Kendrick Lamar
- Bruno Mars
- Ed Sheeran

#### Cantante femminile preferita
- Demi Lovato
- Beyoncé
- Selena Gomez
- Katy Perry
- P!nk
- Taylor Swift

#### Canzone preferita
- Shape of You – Ed Sheeran
- Despacito (Remix) – Luis Fonsi & Daddy Yankee feat. Justin Bieber
- HUMBLE – Kendrick Lamar
- I'm the One – DJ Khaled feat. Justin Bieber, Quavo, Chance the Rapper & Lil Wayne
- It Ain't Me – Kygo & Selena Gomez
- Look What You Made Me Do – Taylor Swift
- That's What I Like – Bruno Mars
- Thunder – Imagine Dragons

#### Artista emergente preferita
- Camila Cabello
- Alessia Cara
- Cardi B
- Noah Cyrus
- Khalid
- Harry Styles

#### Artista mondiale preferito
- BTS
- Black Coffee
- Zara Larsson
- Lorde
- Maluma
- Taylor Swift
- The Vamps

### Miscellanea

#### Videogioco preferito
- Just Dance 2018
- Lego Marvel Super Heroes 2
- Mario Kart 8 Deluxe
- Minecraft: Java Edition
- Star Wars Battlefront II
- Super Mario Odyssey

#### Creator comico di YouTube preferito
- Liza Koshy
- DanTDM
- Dude Perfect
- Markiplier
- Miranda Sings
- Alex Wassabi

#### Creator musicale di YouTube preferito
- JoJo Siwa
- Ayo & Teo
- Jack & Jack
- Johnny Orlando
- Jacob Sartorius
- Why Don't We

#### Animale di Instagram preferito
- Jiffpom
- itsdougthepug
- Juinperfoxx
- Nala_Cat
- Realdiddykong
- RealGrumpyCat

#### Ballo del momento preferito
- "The Backpack Kid"/"Swish Swish" – Russell Horning e Katy Perry al Saturday Night Live
- "The Lemon Challenge" – N.E.R.D
- "The Milly Rock" – Jesse Lingard goal celebration
- "The Rolex" – Ayo & Teo
- "The Shoot Dance" – BlocBoy JB
- "The Stir Fry" – Migos

## Candidature internazionali
I vincitori sono indicati in grassetto.

### Italia

#### Cantante preferito
- RIKI
- Annalisa
- Michele Bravi
- Thomas Grazioso
- Shade

#### Celebrità del web preferita
- MeControTe
- Iris Ferrari
- iPantellas
- Elisa Maino
- Luciano Spinelli

### Africa

#### Celebrità preferita
- Eddy Kenzo (Uganda)
- Davido (Nigeria)
- Emmanuella (Nigeria)
- Diamond Platnumz (Tanzania)
- Cassper Nyovest (Sudafrica)
- Caster Semenya (Sudafrica)

### Australia e Nuova Zelanda

#### Celebrità emergente
- Olivia Deeble
- Isabella Clark
- Julian Dennison
- Poppy Starr Olsen

#### Coppia preferita
- Bindi Irwin & Robert Irwin
- Sarah Jane Betts & Kane Foster
- Jono & Ben
- Julia Morris & Chris Brown

#### Icona del momento preferita
- Chris Hemsworth
- Lorde
- Steve Smith
- Taika Waititi

#### Scalpore dello steaming preferito
- Sia
- Kings
- Jessica Mauboy
- Guy Sebastian

#### Tifoseria preferita
- 5 Seconds of Summer
- Bondi Rescue
- The Matildas
- Parri$ Goebel & The Royal Family

### Belgio e Paesi Bassi

#### Celebrità di Internet preferita
- Girlys blog
- Bibi
- Nina Houston
- Shane Kluivert
- Nina Schotpoort
- Stien

#### Serie televisiva preferita
- Bridge Class
- Ghostrockers
- The Ludwigs
- Mees Kees
- Nachtwacht
- SpangaS

### Belgio

#### Celebrità preferita
- Laura Tesoro
- Bab Buelens
- Sean Dhondt
- K3
- Tinne Oltmans
- Marie Verhulst

### Paesi Bassi

#### Celebrità preferita
- Ronnie Flex
- Maan
- Sarah and Julia
- Vajen van den Bosch
- Kaj van der Voort
- Vinchenzo

### Brasile

#### Personalità preferita
- LUBA
- Malena
- Luis Mariz
- Mari Nolasco
- Felipe Neto
- Luccas Neto
- Rezende Evil
- Bibi Tatto

### Danimarca

#### Celebrità emergente
- Rasmus Kolbe
- Linnea Berthelsen
- Emelie Briting
- Lasse Vestergaard

#### Celebrità preferita
- Marcus & Martinus
- Zara Larsson
- Joey Moe
- Scarlet Pleasure

#### Muser di Musical.ly preferito
- Oscar Rosenstroem
- Amalie Anderson
- Isabella & Flippa
- Mathilde & Rosa

#### Vlogger preferito
- Alexander Husum
- Rasmus Brohave
- Victoria Garber
- Julia Sofia

### Filippine

#### Artista emergente preferito
- Loisa Andalio
- Gabbi Garcia
- Joshua Garcia
- Iñigo Pascual

### Germania, Austria e Svizzera

#### Atleta preferito
- Jerome Boateng
- freekickerz
- Angelique Kerber
- Andreas Wellinger

#### Bambinone preferito
- Julien Bam
- Freshtorge
- Samu Haber
- Luke Mockridge

#### Cantante preferito
- Mike Singer
- Mark Forster
- Max Giesinger
- Lina

#### Cast preferito
- Fack Ju Gohte 3
- Ostwind - Aufbruch nach Ora
- Spotlight
- The Voice of Germany

#### Gemelli preferiti
- Die Lochis
- Marcus & Martinus
- Laila & Rosa Meinecke
- Valentina & Cheyenne Pahde

#### Muser preferita
- Selina Mour
- Falco Punch
- Laura Sophie
- Mario Novembre

### Grecia

#### Cantante preferito
- Demy
- Bo
- Claydee
- Eleni Foureira
- Vangelis Kakouriotis
- Anastasios Rammos

### Medio Oriente e Nord Africa

#### Artista musicale preferito
- Maritta Hallani
- Douzi
- Abd El Fattah Grini
- Saad Ramadan

#### Celebrità di Internet preferita
- Saudi Reporters
- Taim Al Falasi
- Sherif Fayed
- Noha Nabil
- The Real Fouz

### Norvegia

#### Celebrità preferita
- Marcus & Martinus
- Astrid S
- Cezinando
- Zara Larsson

#### Muser preferita
- Emelie Lein
- Halvor Bakke
- Elida Høgalmen
- Sondre Rodriguez Pedersen

#### Piccola stella preferita
- Emma Ellingsen
- Oselie Henden
- Kattekryp
- Ylva Johnsen Olaisen

#### Vlogger preferito
- Amalie Olsen
- Herman Dahl
- Tobias Fodnes
- Hanna-Martine

### Polonia

#### Celebrità preferita
- Dawid Kwiatkowski
- Blowek
- Ewa Farna
- Jdabrowsky
- Natalia Szroeder
- Sylwia Przybysz

### Portogallo

#### Vlogger preferito
- SEA3P0
- D4rkFrame
- Pi
- wuant

### Russia

#### Artista musicale preferito
- Ol'ga Buzova
- Maks Bars'kych
- Filatov & Karas
- Fungi

#### Celebrità degli eSport preferita
- Team Empire
- Gambit
- NaVi
- Vega Squadron
- Virtus Pro

#### Celebrità di Internet preferita
- Gary
- Elena Sheidlin
- Katya Adushkina
- Room Factory
- Sasha Ice

#### Coppia preferita
- Mot e Mariya Melnikova
- Pavel Volya e Lyasan Utyasheva
- GeeGun e Oksana Samoilova
- Murad Osmann e Natalia Zakharova
- Pavel Priluchny e Agata Muceniece

### Spagna

#### Artista musicale preferito
- Ana Mena
- Antonio Jose
- Calum
- Jose Maria Ruiz

#### Influencer preferito
- Ariann Music
- The Grefg
- La Diversion de Martina
- Twin Melody

### Sud America

#### Artista musicale preferito
- CNCO
- Morat
- Oriana
- Piso 21
- Sebastian Yatra
- Sofia Reyes

#### Celebrità del web
- Los Polinesios
- Dosogas
- Luisito Comunica
- Pautips
- Mario Ruiz
- Mica Suarez

### Svezia

#### Celebrità preferita
- Zara Larsson
- Marcus & Martinus
- Peg Parnevik
- Samir & Viktor

#### Piccola stella preferita
- Therése Lindgren
- Felicia Bergström
- Let's Feast
- Thomas Sekelius